# Championnats du monde de cross-country 2006
Navigation
Édition précédente Édition suivante
Les 34e Championnats du monde de cross-country IAAF  se déroulent les 1er et 2 avril 2006 à Fukuoka au Japon.

## Parcours
- 12 km – Cross long hommes
- 4 km – Cross court hommes
- 8 km – Course junior hommes
- 8 km – Cross long femmes
- 4 km – Cross court femmes
- 6 km – Course junior femmes

## Résultats

### Cross long hommes

#### Individuel
| Place              | Athlète              | Pays     | Temps |
| ------------------ | -------------------- | -------- | ----- |
| Médaille d'or      | Kenenisa Bekele      | Éthiopie | 35:40 |
| Médaille d'argent  | Sileshi Sihine       | Éthiopie | 35:43 |
| Médaille de bronze | Martin Mathathi      | Kenya    | 35:44 |
| 4                  | Zersenay Tadesse     | Érythrée | 35:47 |
| 5                  | Mike Kigen           | Kenya    | 35:54 |
| 6                  | Hosea Macharinyang   | Kenya    | 36:02 |
| 7                  | Yonas Kifle          | Érythrée | 36:05 |
| 8                  | Ali Abdalla          | Érythrée | 36:18 |
| 9                  | Tesfayohannes Mesfen | Érythrée | 36:18 |
| 10                 | Simon Arusei         | Kenya    | 36:18 |

#### Équipes
| Médaille | Athlètes                                                                                                  | Points |
| Or       | Kenya Martin Mathathi (3e) Mike Kipruto Kigen (5e) Hosea Mwok Macharinyang (6e) Simon Koros Arusei (10e)  | 24 pts |
| Argent   | Érythrée Zersenay Tadesse (4e) Yonas Kifle (7e) Ali Abdallah (8e) Tesfayohannes Mesfen (9e)               | 28 pts |
| Bronze   | Éthiopie Kenenisa Bekele (1er) Sileshi Sihine (2e) Gebre-egziabher Gebremariam (13e) Ketema Nigusse (26e) | 42 pts |

### Course Court Hommes

#### Individuel
| Médaille | Athlète                    | Temps       |
| Or       | Kenenisa Bekele (ETH)      | 10 min 54 s |
| Argent   | Isaac Kiprono Songok (KEN) | 10 min 55 s |
| Bronze   | Adil Kaouch (MAR)          | 10 min 57 s |

#### Équipes
| Médaille | Athlètes | Points |
| Or       | Kenya Isaac Kiprono Songok (2e) Benjamin Limo (4e) Augustine Kiprono Choge (7e) Edwin Cheruiyot Soi (8e)      | 21 pts |
| Argent   | Éthiopie Kenenisa Bekele (1er) Mohamed Ali Aboosh (5e) Sileshi Sihine (12e) Gebre-egziabher Gebremariam (30e) | 48 pts |
| Bronze   | Maroc Adil Kaouch (3e) Hicham Bellani (14e) Khalid El Amri (15e) Hamid Ezzine (21e)                           | 53 pts |

### Course Junior Hommes

#### Individuel
| Médaille | Athlète             | Temps       |
| Or       | Mangata Ndiwa (KEN) | 23 min 53 s |
| Argent   | Leonard Komon (KEN) | 23 min 54 s |
| Bronze   | Tariku Bekele (ETH) | 23 min 56 s |

#### Équipes
| Médaille | Athlètes | Points |
| Or       | Kenya    | 16 pts |
| Argent   | Éthiopie | 24 pts |
| Bronze   | Érythrée | 41 pts |

### Cross long femmes

#### Individuel
| Médaille | Athlète                | Temps       |
| Or       | Tirunesh Dibaba (ETH)  | 25 min 21 s |
| Argent   | Lornah Kiplagat (NED)  | 25 min 26 s |
| Bronze   | Meselech Melkamu (ETH) | 25 min 38 s |

#### Équipes
| Médaille | Athlètes                                                                                        | Points |
| Or       | Éthiopie Tirunesh Dibaba (1er) Meselech Melkamu (3e) Wude Ayalew Yimer (5e) Mestawet Tufa (7e)  | 16 pts |
| Argent   | Kenya Evelyne Wambui (8e) Faith Chemutai (9e) Alice Chelangat (10e) Mercy Wanjiku Njoroge (12e) | 39 pts |
| Bronze   | Japon Kayoko Fukushi (6e) Yoshimi Ozaki (19e) Megumi Oshima (25e) Yumi Sato (30e)               | 80 pts |

### Cross Court Femmes

#### Individuel
| Médaille | Athlète                         | Temps       |
| Or       | Gelete Burika (ETH)             | 12 min 51 s |
| Argent   | Priscah Jepleting Cherono (KEN) | 12 min 53 s |
| Bronze   | Meselech Melkamu (ETH)          | 12 min 54 s |

#### Équipes
| Médaille | Athlètes                                                                                                  | Points |
| Or       | Éthiopie Gelete Burika (1er) Meselech Melkamu (3e) Bezunesh Bekele (9e) Teyba Erkesso (12e)               | 25 pts |
| Argent   | Kenya Priscah Jepleting Cherono (2e) Beatrice Jepchumba (6e) Vivian Cheruiyot (8e) Isabella Ochichi (10e) | 26 pts |
| Bronze   | Australie Benita Johnson (4e) Melissa Rollison (11e) Anna Thompson (25e) Donna Tyberek-MacFarlane (29e)   | 69 pts |

### Cross Junior Femmes

#### Individuel
| Médaille | Athlète                  | Temps       |
| Or       | Pauline Korikwiang (KEN) | 19 min 27 s |
| Argent   | Veronica Wanjiru (KEN)   | 19 min 27 s |
| Bronze   | Mercy Kosgei (KEN)       | 19 min 45 s |

#### Équipes
| Médaille | Athlètes | Points |
| Or       | Kenya    | 10 pts |
| Argent   | Éthiopie | 29 pts |
| Bronze   | Japon    | 58 pts |